# シグナル伝達兼転写活性化因子3
シグナル伝達兼転写活性化因子3（signal transducer and activator of transcription 3、STAT3）は、ヒトではSTAT3遺伝子にコードされる転写因子である。STATタンパク質ファミリーのメンバーである。

## 機能
STAT3はSTATタンパク質ファミリーのメンバーである。STAT3は、受容体に結合したヤヌスキナーゼ（JAK）によってサイトカインや成長因子に応答してリン酸化され、ホモ二量体またはヘテロ二量体を形成し、細胞核へ移行して転写アクチベーターとして作用する。具体的には、STAT3はインターフェロン、上皮成長因子（EGF）、IL-5、IL-6などのリガンドに応答してチロシン705番残基がリン酸化されて活性化される。さらに、STAT3の活性化はMAPKによるセリン727番残基のリン酸化やc-src非受容体型チロシンキナーゼによるリン酸化によっても行われる可能性がある。STAT3は細胞刺激に応答してさまざまな遺伝子の発現を媒介し、そのため細胞成長やアポトーシスなど多くの細胞過程に重要な役割を果たす。
STAT3欠損マウス胚は、原腸形成が開始される胎生7日を越えて発生することができない。こうした発生の初期段階において、STAT3の活性化は胚性幹細胞（ESC）の自己複製に必要なようである。実際に、マウスのESCの培養の際に未分化状態を維持するために添加されるLIFは、他の方法によってSTAT3が活性化されている場合には省くことができる。
STAT3は、さまざまな自己免疫疾患への関与が示唆されている、Th17ヘルパーT細胞の分化に必要不可欠である。ウイルス感染時、T細胞でSTAT3を欠くマウスは濾胞性ヘルパーT細胞（Tfh細胞）の形成能力に欠陥がみられ、抗体を基盤とした免疫を維持することができない。
STAT3はがんの転移に関与する因子であるE-セレクチンのアップレギュレーションを引き起こす。

## 臨床的意義
STAT3遺伝子の機能喪失変異は高IgE症候群を引き起こす。この疾患は、反復性感染症、骨や歯の発生の異常と関係している。
STAT3遺伝子の機能獲得変異は、甲状腺疾患、糖尿病、腸炎、血球数の低下など、多器官で早発性自己免疫疾患を引き起こすことが報告されている。STAT3の恒常的活性化はヒトのさまざまながんと関係しており、一般的に予後の悪さを示唆する。増殖効果とともに抗アポトーシス効果を示す。一方で、STATのがん抑制における役割も報告されている。がん細胞でのSTAT3の活性の増大は炎症性遺伝子の発現を制御するタンパク質複合体の機能を変化させ、セクレトームや細胞の表現型、腫瘍内での活性、転移能に大きな変化をもたらす。

## 相互作用
STAT3は次に挙げる因子と相互作用することが示されている。
- AR[25][26]
- ELP2（英語版）[27]
- EP300（英語版）[28]
- EGFR[29][30]
- HIF1A[31]
- JAK1（英語版）[25][32]
- JUN[33]
- KHDRBS1[34]
- mTOR[35][36]
- MYOD1（英語版）[37]
- NDUFA13（英語版）[38]
- NFKB1（英語版）[39]
- NR3C1[40][41]
- NCOA1[42]
- PML[43]
- RAC1[44]
- RELA（英語版）[39]
- RET[29][45][46]
- RPA2（英語版）[47]
- STAT1[32][48][49]
- STMN1[50]
- Src[51]
- TRIP10（英語版）[52]
- KPNA4（英語版）[53]

ニクロサミドはSTAT3シグナル伝達経路を阻害するようである。

## 関連文献
- STATs as mediators of cytokine-induced responses. Advances in Immunology. 71. (1999). pp. 145–62. doi:10.1016/S0065-2776(08)60401-0. ISBN 978-0-12-022471-5. PMID 9917912
- “Signaling through the JAK/STAT pathway, recent advances and future challenges”. Gene 285 (1–2):  1–24. (February 2002). doi:10.1016/S0378-1119(02)00398-0. PMID 12039028.
- “Nef: "necessary and enforcing factor" in HIV infection”. Current HIV Research 3 (1):  87–94. (January 2005). doi:10.2174/1570162052773013. PMID 15638726.
- “New and old functions of STAT3: a pivotal target for individualized treatment of cancer”. Cell Cycle 4 (9):  1131–3. (September 2005). doi:10.4161/cc.4.9.1985. PMID 16082218.
- “STAT3 as a therapeutic target in head and neck cancer”. Expert Opinion on Biological Therapy 6 (3):  231–41. (March 2006). doi:10.1517/14712598.6.3.231. PMID 16503733.
- “Targeting signal-transducer-and-activator-of-transcription-3 for prevention and therapy of cancer: modern target but ancient solution”. Annals of the New York Academy of Sciences 1091 (1):  151–69. (December 2006). Bibcode: 2006NYASA1091..151A. doi:10.1196/annals.1378.063. PMID 17341611.